# Nghiêm phu nhân
Nghiêm phu nhân (chữ Hán: 嚴夫人) là một nhân vật hư cấu trong tiểu thuyết Tam Quốc diễn nghĩa. Nghiêm phu nhân là vợ cả của chư hầu Lã Bố trong thời kỳ Tam Quốc của lịch sử Trung Quốc. Nghiêm thị sinh cho Lã Bố một người con gái, người mà trong văn hóa đại chúng được biết đến với cái tên là Lã Linh Khởi. Tên họ các nữ quyến trong gia đình Lã Bố không được đề cập trong lịch sử.

## Câu chuyện
Sau này khi Lã Bố bị Tào Tháo vây đánh, Lã Bố phải gả Lã Linh Khởi sang cho Viên Diệu là người con trai được thừa kế ngai vàng của Viên Thuật. Nghiêm thị đã đề nghị Lã Bố gả con gái mình cho Viên Diệu vì bà ta tin rằng khi lấy con Viên Thuật thì con gái mình sẽ được sung sướng do Viên Thuật sớm muộn sẽ trở thành Hoàng đế và con trai ông ta sẽ là thái tử.
Nghiêm thị sau này được đưa tới Lạc Dương sau khi Lã Bố bị Tào Tháo hành quyết sau thất bại quyết định tại trận Hạ Phì.

## TrongTam Quốc diễn nghĩa
Trong Tam Quốc diễn nghĩa, Nghiêm thị được mô tả là người vợ thứ nhất của Lã Bố, trong trận Hạ Phì khi mưu sĩ Trần Cung khuyên Lã Bố kéo quân ra ngoài thành đóng để tạo thành thế ỷ giốc, Lã Bố chuẩn bị ra đi nhưng Nghiêm thị khóc lóc kêu than không nên ra thành vì không muốn xa Lã Bố. Lã Bố mềm lòng nên đã ở lại thành vì vậy kế sách của Trần Cung không thực hiện được do vậy quân của Lã Bố ngày càng lún sâu vào thất bại và cuối cùng bị Tào Tháo đánh bại.